# Строка состояния

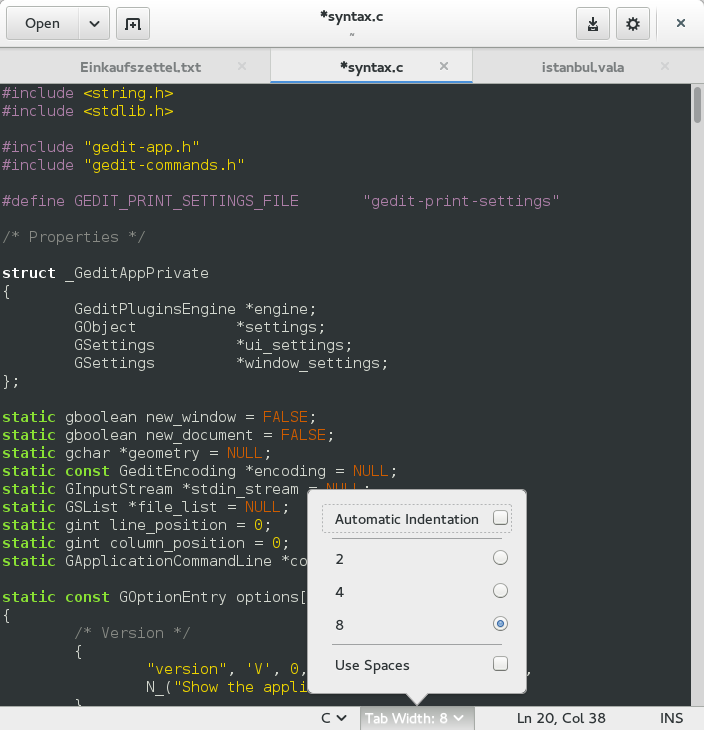
Окно редактора gedit: через строку состояния можно выбрать ширину отступов

Строка состояния — элемент (виджет) графического интерфейса пользователя, на который выводятся сообщения малой важности, отображаются индикаторы режимов работы, а также иногда располагаются некоторые элементы управления отображением: движок изменения масштаба, переключатель вида значков и т. д.
Ранее строка состояния использовалась достаточно широко, но постепенно во многих приложениях от неё отказываются, а индикацию параметров, для которых ранее использовалась строка состояния переносят в другие элементы управления. Например, включение режима замены при наборе текста отображается с помощью изменения формы курсора, сообщение о том что файл изменён после последнего сохранения — пометкой в заголовке файла и т. д. Строка состояния продолжает использоваться в программах, в которых объём выводимой в строку состояния информации достаточно велик, например текстовые процессоры и графические редакторы.